# Het Beggelder
Het Beggelder (ook aangeduid als Beggelder of `t Beggelder) is een voormalige buurtschap aan de westkant van het dorp Dinxperlo, in de gemeente Aalten (Achterhoek), in de Nederlandse provincie Gelderland. Tot 1 januari 2005 maakte Het Beggelder deel uit van de toen opgeheven gemeente Dinxperlo.

## Geschiedenis
De naam 'Beggelder' of voorlopers daarvan zoals Begler en Begeler, komt in ieder geval al voor in 17e-eeuwse geschriften. In de archieven van de armenzorg komt het in de achttiende en negentiende eeuw voor als Dorp-Beggelder. Volgens Berkel en Samplonius is de naam gelijkgesteld met baggelaar, 'turf uit laagveen'. Het Beggelder is in de tweede helft van de twintigste eeuw grotendeels opgeslokt door de nieuwbouw van Dinxperlo. Alleen de westelijke rand heeft nog het oorspronkelijke karakter behouden, met verspreid liggende boerderijen langs de Beggelderdijk en de Rietstapperweg. 

## Monumenten
Bezienswaardig is het op het bedrijventerrein gelegen kerkje "De Rietstap". Dit kleine kerkje is een rijksmonument.
Een gemeentelijk monument is de Joodse begraafplaats aan de Meniststraat.

## Economie en recreatie
Het zuidelijke deel van Het Beggelder is bedrijventerrein geworden. In de jaren 80 is De Rietstap ontwikkeld, terwijl het bestemmingsplan van het aangrenzende 't Hietveld in 2009 is vastgesteld. 
Op het bedrijventerrein bevindt zich ook een recreatieplas (voormalige zandwinplas) met ligweide en een klein verwarmd zwembad, het ‘Blauwe Meer’, met aan de zuidzijde een tennispark. Ten westen ervan is een sportcentrum gelegen. 
De afvalwaterzuiveringsinstallatie, volgens de zogenoemde Nereda technologie, met daarnaast de heuvel op de voormalige vuilstort Brüggenhütte, is een andere 'groene' enclave op het bedrijventerrein.

## Grenzen
De oostgrens van Het Beggelder kan getrokken worden bij het begin van de Beggelderveldweg en de Beggelderdijk, ofwel bij de Nieuwstraat-Industriestraat. De zuidgrens valt samen met de rijksgrens met Duitsland, met grensovergang “Brüggenhütte”, en deels met de Aa-strang. De westgrens wordt gevormd door de gemeentegrens van de Oude IJsselstreek, tevens de Provinciale weg 317, met ook een grensovergang naar Duitsland. De noordgrens met De Heurne ten slotte is de Snijders Veerbeek / Aaldersbeek.

## Trivia
Beide voetbalverenigingen die in 2019 gefuseerd zijn tot FC Dinxperlo zijn begonnen op Het Beggelder. Zo lag het begin van SV Dinxperlo in 1922 op het terrein van Vlaswinkel aan de Beggelderdijk. En ook DZSV begon in 1956 op een trapveldje aan de Beggelderdijk.

## Afbeeldingen

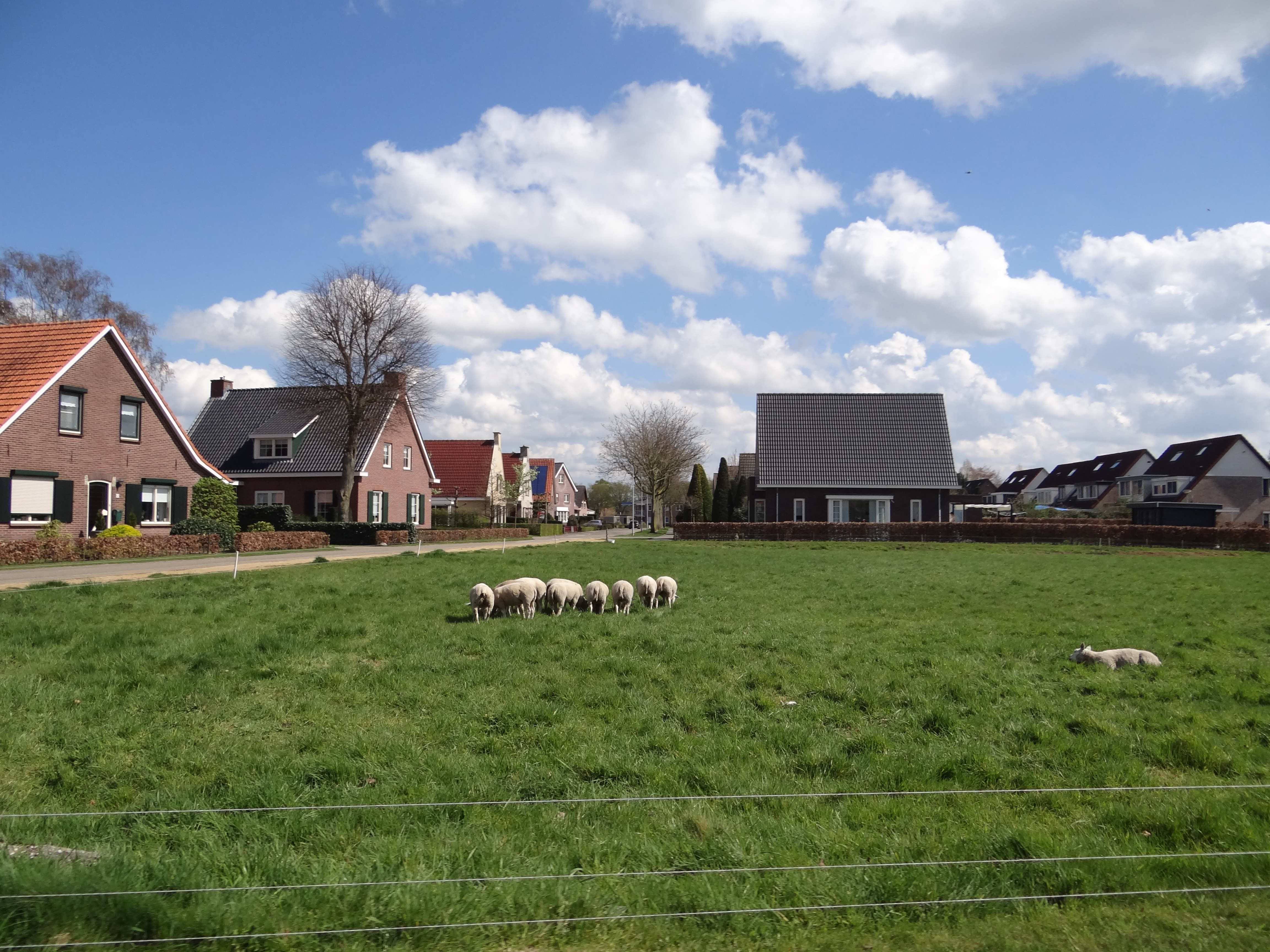
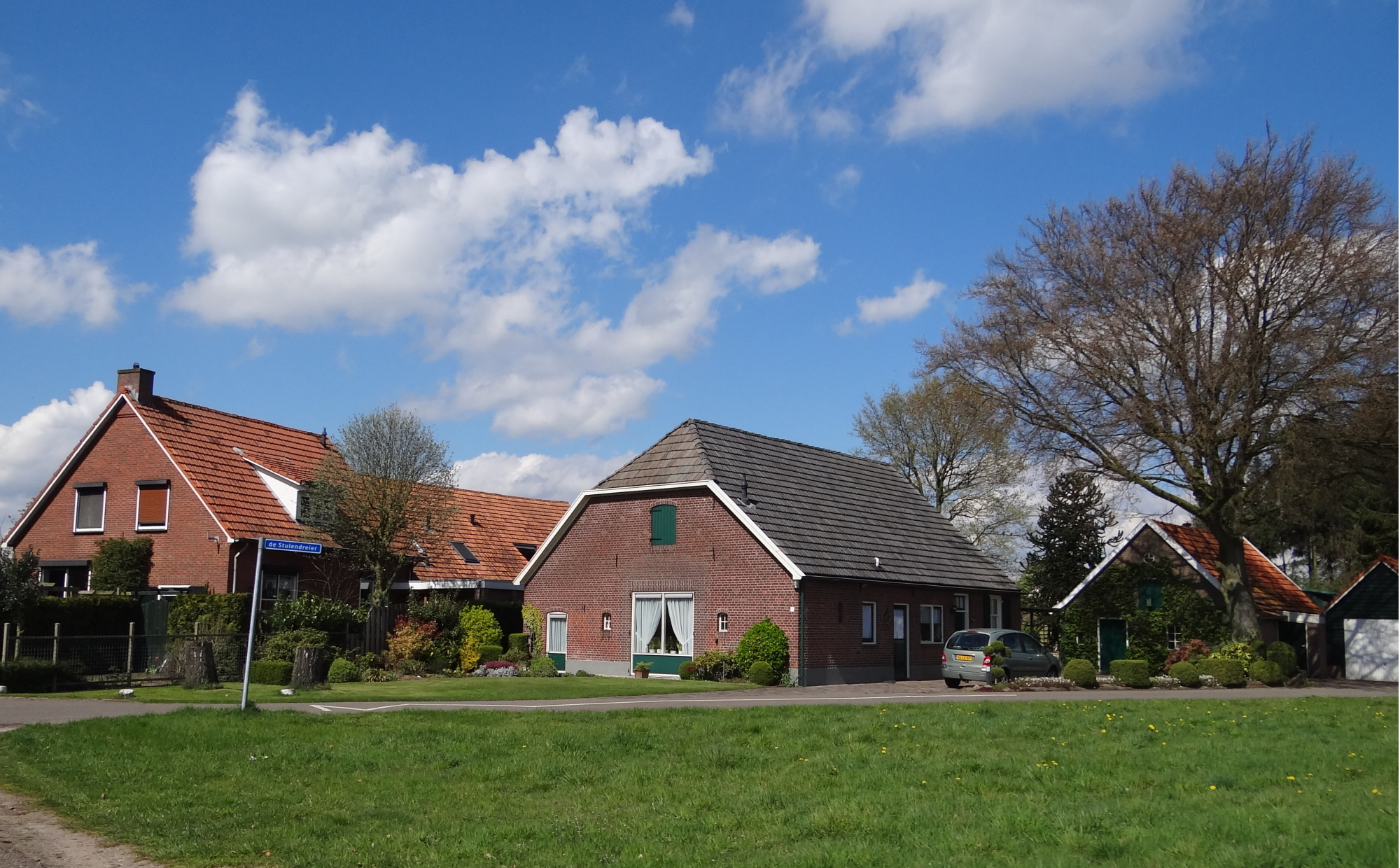
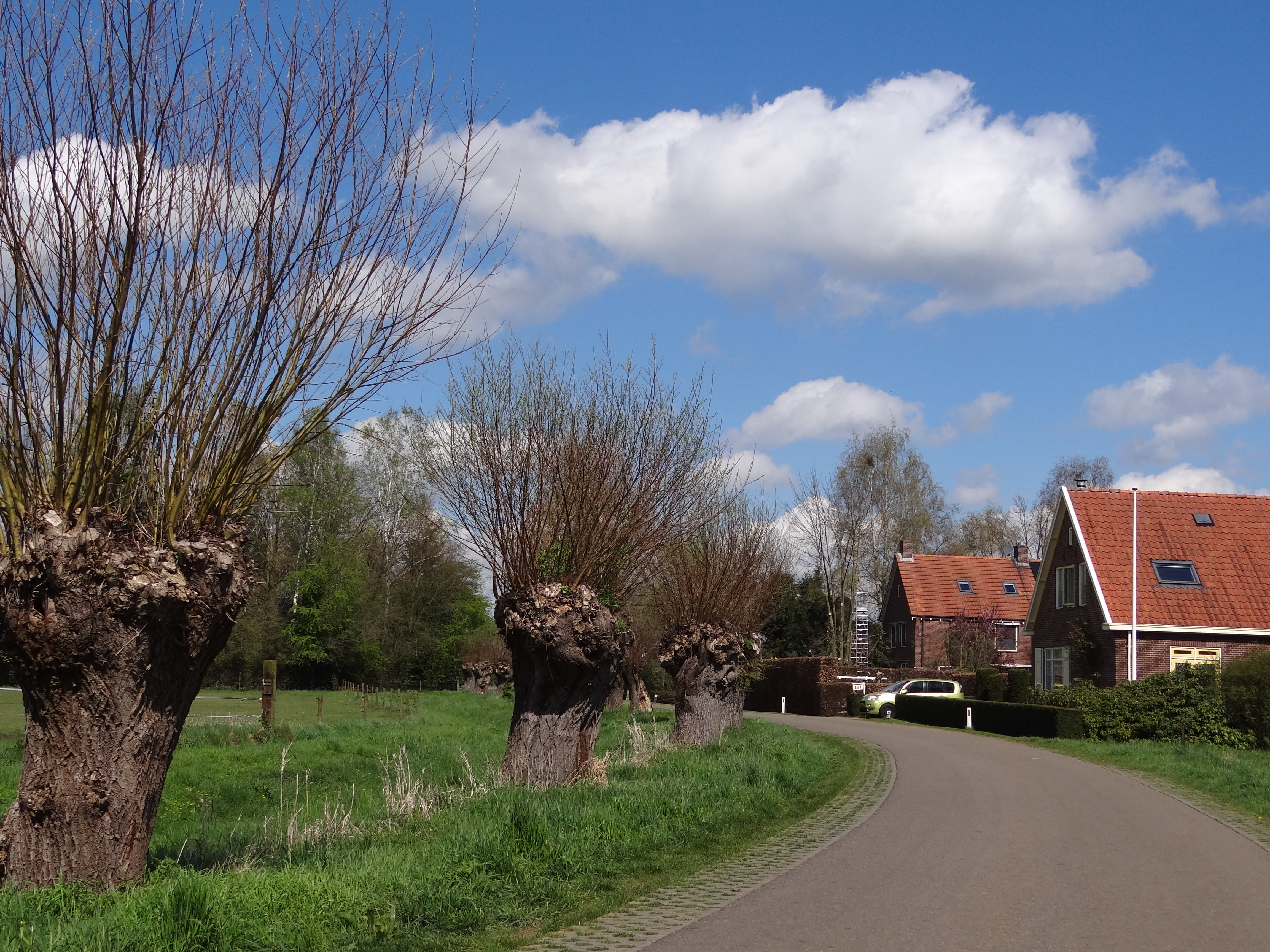
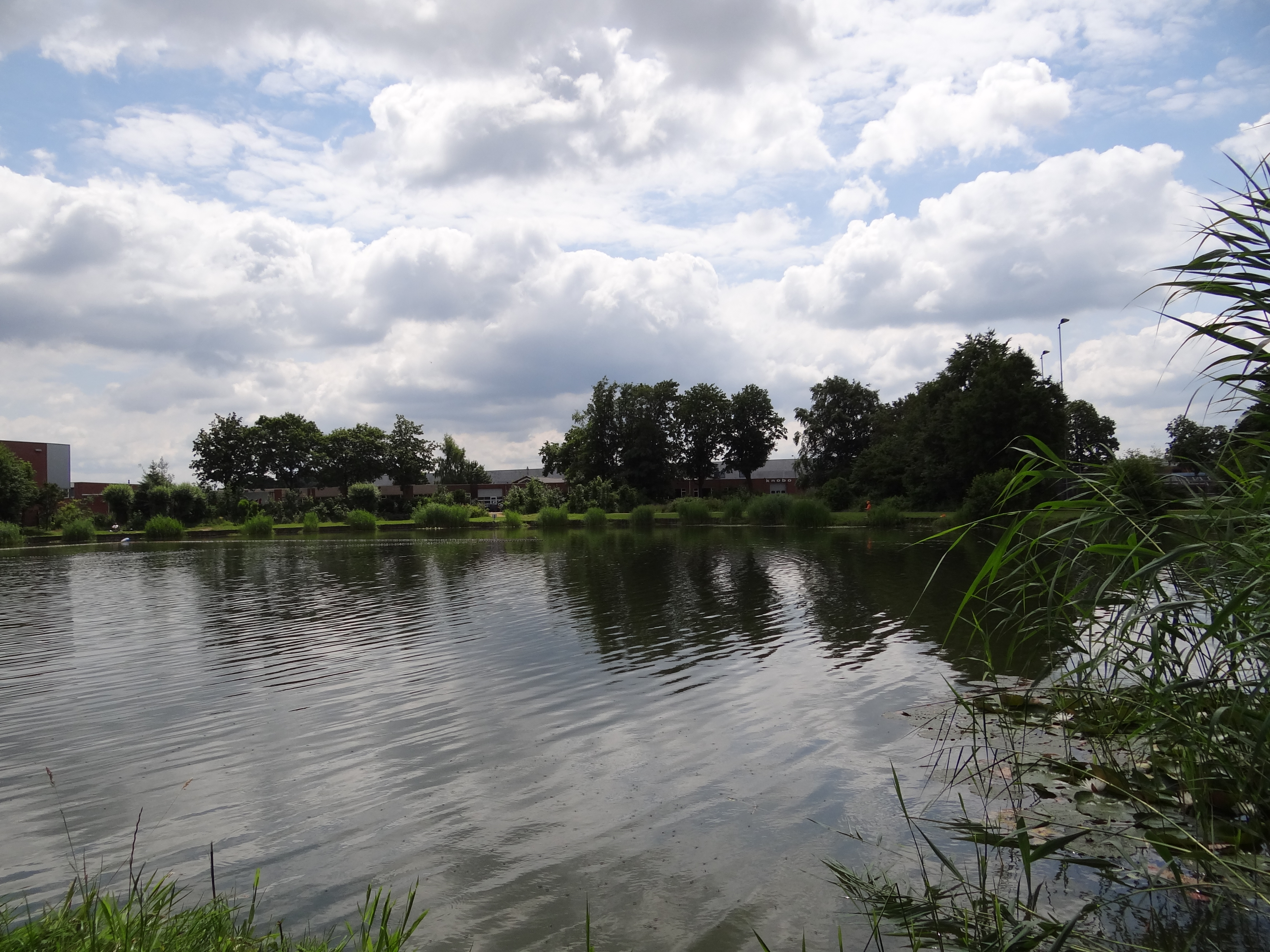

Hoofdplaats: Aalten      Stad: Bredevoort      Dorpen: Dinxperlo · De Heurne

Buurtschappen: Barlo · Het Beggelder · Dale · Groot Deunk · Haart · Heurne · Hollenberg · 't Klooster · Lintelo · 't Villeken · IJzerlo

Gelderland: Steden en dorpen in Gelderland      Nederland: Provincies · Gemeenten